# Marfa Boretskaïa
Marfa Boretskaïa (Марфа Борецкая) connue aussi sous l'appellation de Marfa la Mairesse est la femme d'Isak Boretski (Исак Борецкий), maire de Veliky Novgorod au XVe siècle.
Elle fut le principal meneur de la lutte contre l'influence grandissante de la Moscovie sur les terres appartenant à la République de Novgorod.